# 7366 Agata
7366 Agata este un asteroid din centura principală de asteroizi.

## Descriere
7366 Agata este un asteroid din centura principală de asteroizi. A fost descoperit pe 20 octombrie 1996 la Oizumi de Takao Kobayashi. El prezintă o orbită caracterizată de o semiaxă mare de 3,15 ua, o excentricitate de 0,14 și o înclinație de 6,3° în raport cu ecliptica.